# Vittrup Kirke
Vittrup Kirke är en dansk kyrkobyggnad i småorten Vittrup i Børglums socken i Hjørrings kommun i Vendsyssel på Jylland. Kyrkan ritades av Bertel Jensen och uppfördes 1937 som en långhuskyrka med rund absid mot öster. Den kallades tidigare  Børglum Vestre Kirke, men namnändrades 1970.
I absiden står altaret, som är murat av gul tegelsten. På altaret står ett krucifix, som är snidat av Hjalte Skovgaard. Dopfunten är hugget i granit i romansk stil.